# Troldhøj (Stenstrup)

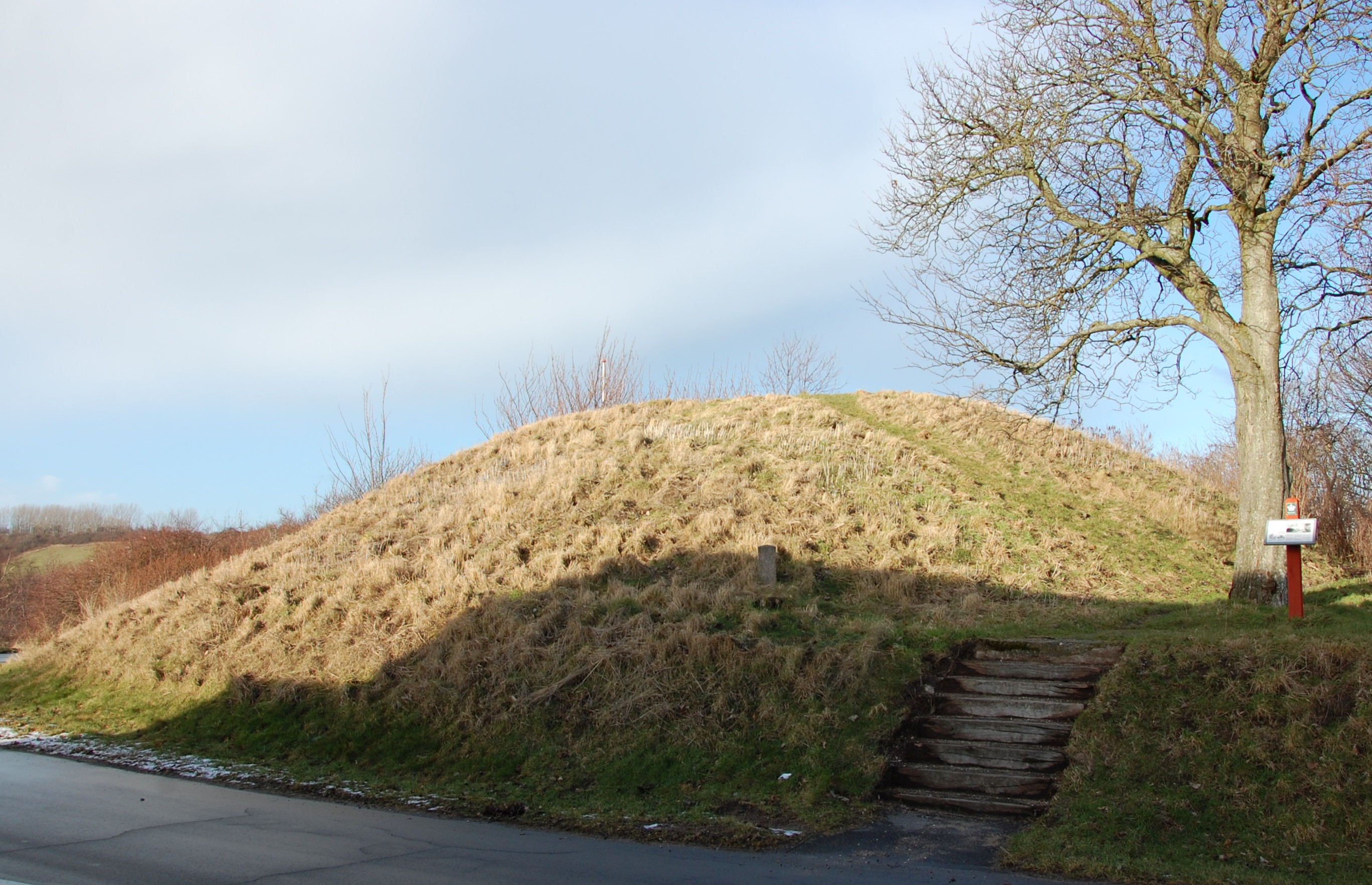
Rundhügel

Der Troldhøj von Stenstrup (deutsch Trollhügel auch Troldstue genannt) ist ein in der Jungsteinzeit (3500–2800 v. Chr.) entstandenes doppeltes Ganggrab, (dänisch Dobbelt- oder Tvillingejættestue genannt). Es liegt zwischen Højby und Lumsås, westlich des Weilers Stenstrup, am Fuße der Halbinsel Sjællands Odde im Nordwesten der dänischen Insel Seeland. Es stammt aus der Jungsteinzeit etwa 3500–2800 v. Chr. und ist eine Megalithanlage der Trichterbecherkultur (TBK). Das Ganggrab ist eine Bauform jungsteinzeitlicher Megalithanlagen, die aus einer Kammer und einem baulich abgesetzten, lateralen Gang besteht. Diese Form ist primär in Dänemark, Deutschland und Skandinavien, sowie vereinzelt in Frankreich und den Niederlanden zu finden. Neolithische Monumente sind Ausdruck der Kultur und Ideologie neolithischer Gesellschaften. Ihre Entstehung und Funktion gelten als Kennzeichen der sozialen Entwicklung.
Etwa 10 % der 500 erhaltenen dänischen Ganggräber wurden als Doppelanlagen errichtet, indem man zwei Kammern (hier etwa 6,3 × 2,2 m und 6,4 × 2,8 m) an den Schmalseiten zusammenbaute. Doppelganggräber findet man nur in Dänemark (57) und Schweden (3) meist auf Jütland und Seeland (z. B. der Korshøj und Regnershøj) und vereinzelt auf Møn, Langeland (Ganggrab im Tvedeskov), Fünen und Samsø (z. B. Rævebakken).

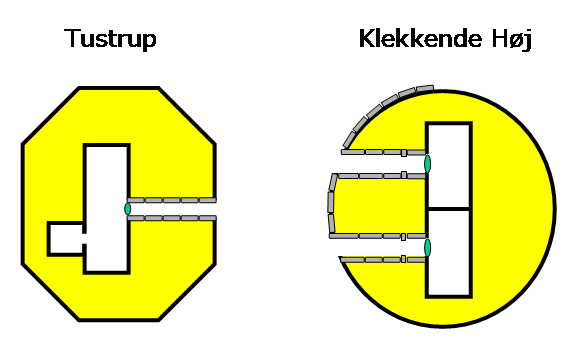
Beispiel einer Doppelanlage (rechts)

Der Klekkende Høj (s. Bild) auf Møn ist das einzige Beispiel einer langen Kammer, die man so unterteilte, dass die Längsachsen eine gerade Linie bilden. Normalerweise, so auch beim Troldhøj, bilden sie einen überstumpfen Winkel und passen sich mit ihren langen Gängen dem hier 26 m messenden Rundhügel an.

## Beschreibung

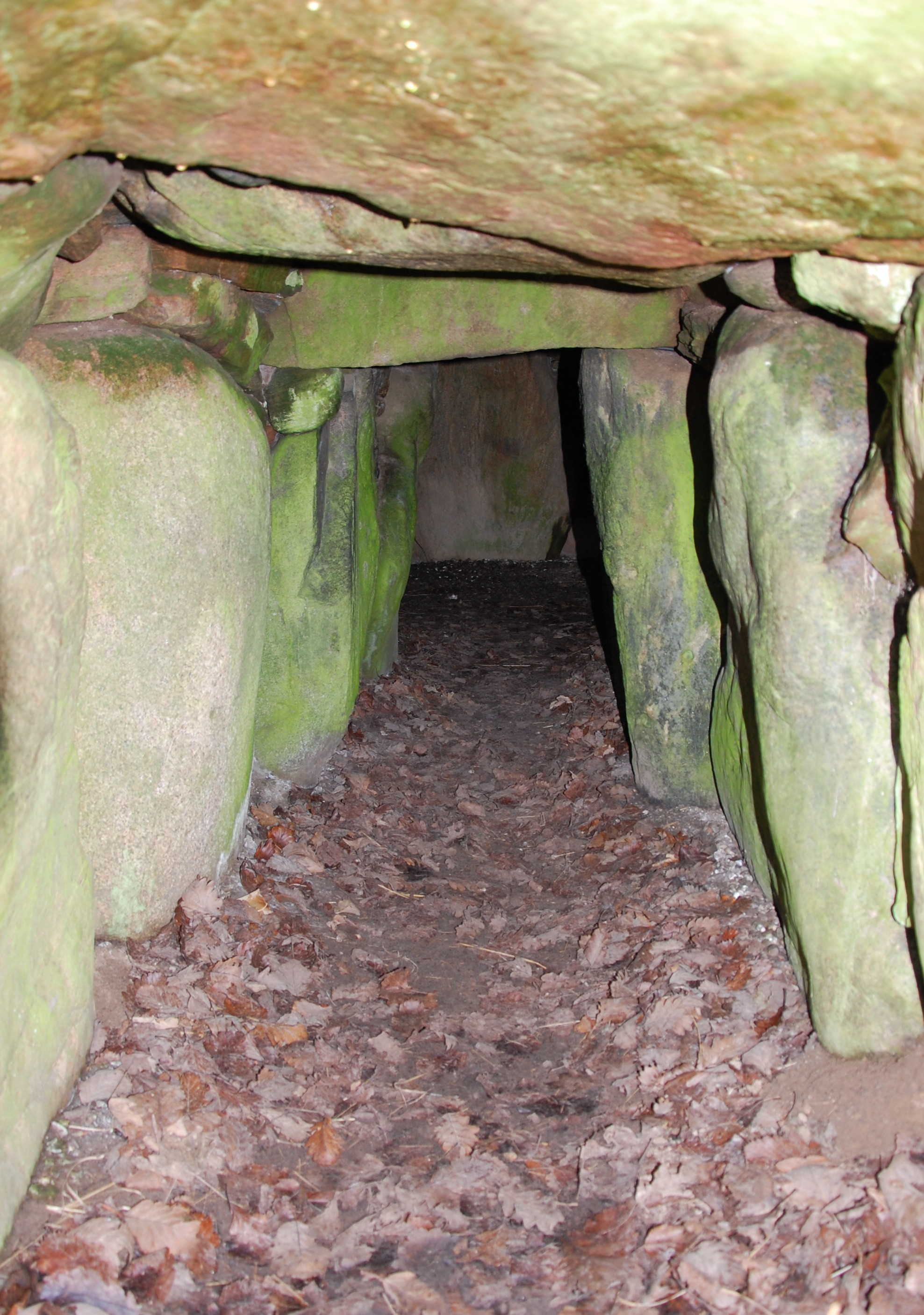
Blick in den südlichen Gang

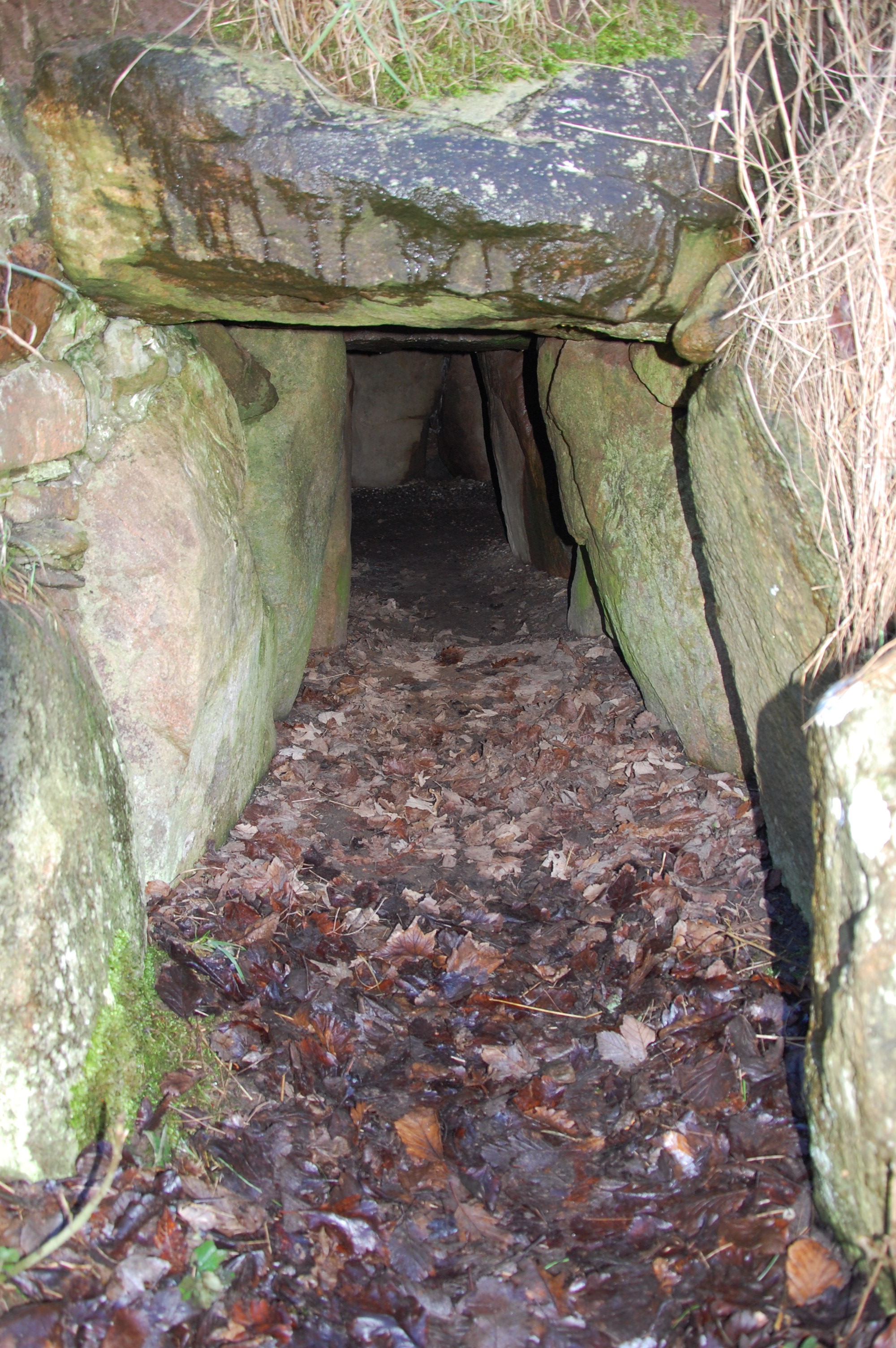
Blick in den nördlichen Gang

Das etwa Nord-Süd orientierte Ganggrab von Stenstrup enthält zwei ovale Kammern, von denen jede ihren Zugang besitzt. Der einzige Stein der die rechte Wand der linken Kammer bildet ist gleichzeitig die linke Wand der rechten Kammer. Das Ganze stellt also eine große, durch eine Mittelwand getrennte Kammer mit zwei Zugängen dar. Das besondere ist hier, dass zwei Decksteine über den Kammern aus demselben gespaltenen Findling bestehen, wodurch der Nachweis gelang, dass das Spalten von Steinen bereits zu den technischen Möglichkeiten der steinzeitlichen Baumeister in Nordeuropa gehörte. Bei´m Spalten hat man keine mechanischen Hilfsmittel, sondern Feuer und Wasser eingesetzt. Die umfangreichen Beigabenfunde sind in dem kleinen Museum von Stenstrup und im National Museum ausgestellt.
Einige bauliche Details sind besonders interessant. Die Kammern haben jeweils 14 Tragsteine, plus dem Trennstein und je vier Decksteine. Der Übergang von den Gängen zu den Kammern ist als Türsturz gestaltet, wobei der Sturzstein und seine beiden Stützsteine ein wenig in die Kammern vorspringen. Erst diese nicht häufige Anordnung ermöglicht die Auflage der beiden mittleren Decksteine, die als Joche nur knapp auf dem Sturzstein bzw. auf dem danebenliegenden eingerückten Tragstein aufliegen. Hier wird das Bestreben deutlich mit dem vorhandenen Material die größtmögliche Anlage zu errichten. Beide Gänge sind im hinteren Bereich gestuft um einer Verschlussvorrichtung eine Anlagefläche zu bieten. Der Türstein im nördlichen Gang war erhalten. Im südlichen Gang sind 10 Trag- und vier (einer oder zwei fehlen) Decksteine erhalten. Im nördlichen Gang sind 11 Trag- und drei (einer oder zwei fehlen) Decksteine erhalten.
Ganggräber gleichen Namens liegen im Jægerspris Slotshegn, bei Dråby und in Oregård, bei Kastrup. Dolmen gleichen Namens liegen in Nørreskoven, bei Egen und in Svenstrup, bei Tårs. Der Vættehøj bei Gerrild trägt den Beinamen Troldhøj.

## Funde
- Darunter: 21 Bernsteinperlen und deren Fragmente, 11 Dolche (einer mit Griff), neun Messer, vier Tongefäße, drei Pfeilspitzen, drei geschärfte Äxte mit dickem Hals und dünner Klinge, eine geschärfte Axt mit dünnem Hals und dünner Klinge, eine weitere Axt, ein Feuersteinschwert, ein Kupfer-Zinn-Rohr, ein Meißel, ein Schaber, ein Schieferanhänger, ein Stift, ein Wildschweinzahn und über 53 Abschläge.
- Keramik: vier Hängegefäße, vier unterschiedliche Schalen zwei Tontöpfe, eine Troldebjerg-Schüssel[2], eine Winkelschüssel und ein Trichterbecher.